# Bulbophyllum graveolens
Bulbophyllum graveolens är en orkidéart som först beskrevs av Frederick Manson Bailey, och fick sitt nu gällande namn av Johannes Jacobus Smith. Bulbophyllum graveolens ingår i släktet Bulbophyllum och familjen orkidéer. Inga underarter finns listade i Catalogue of Life.

## Bildgalleri

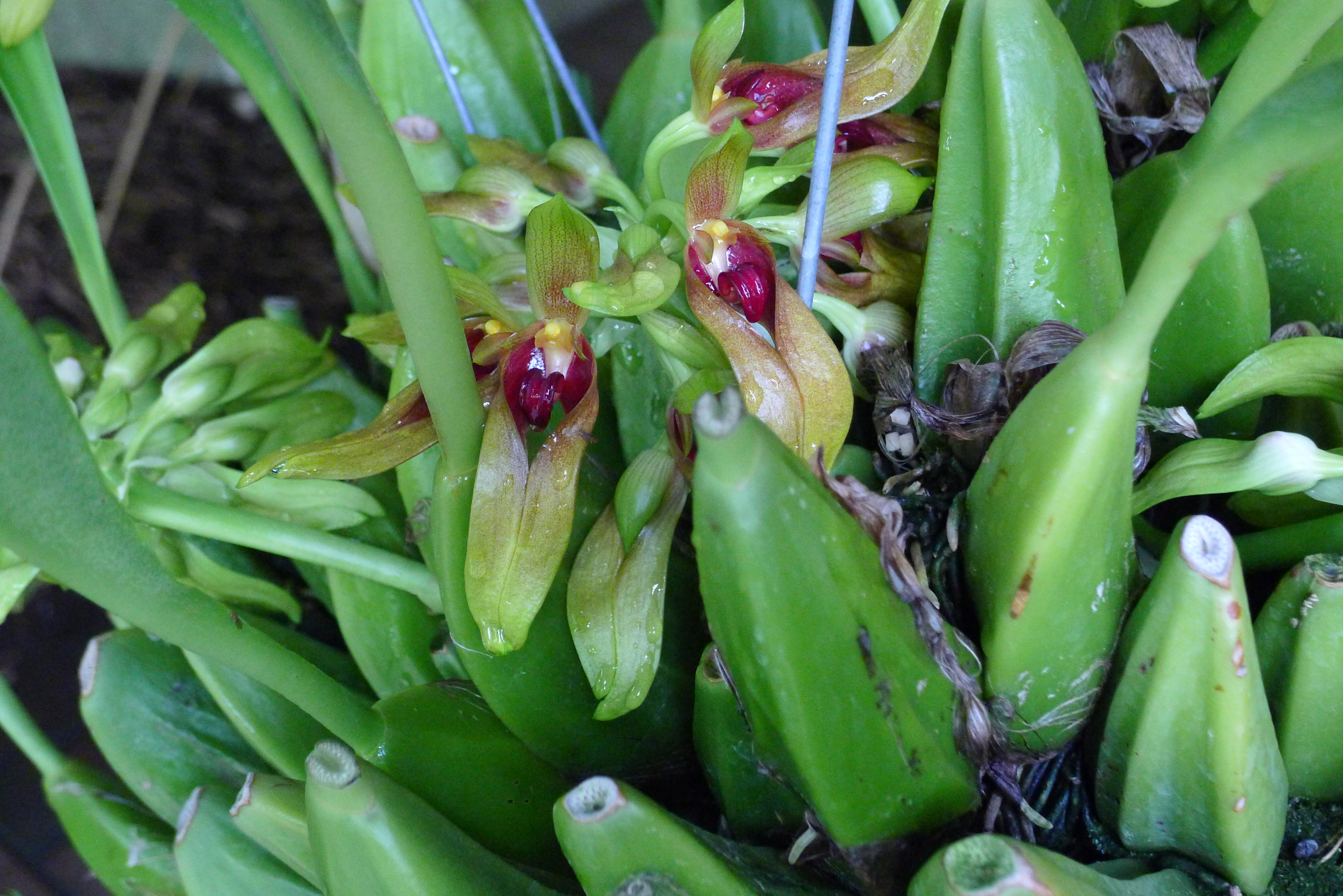
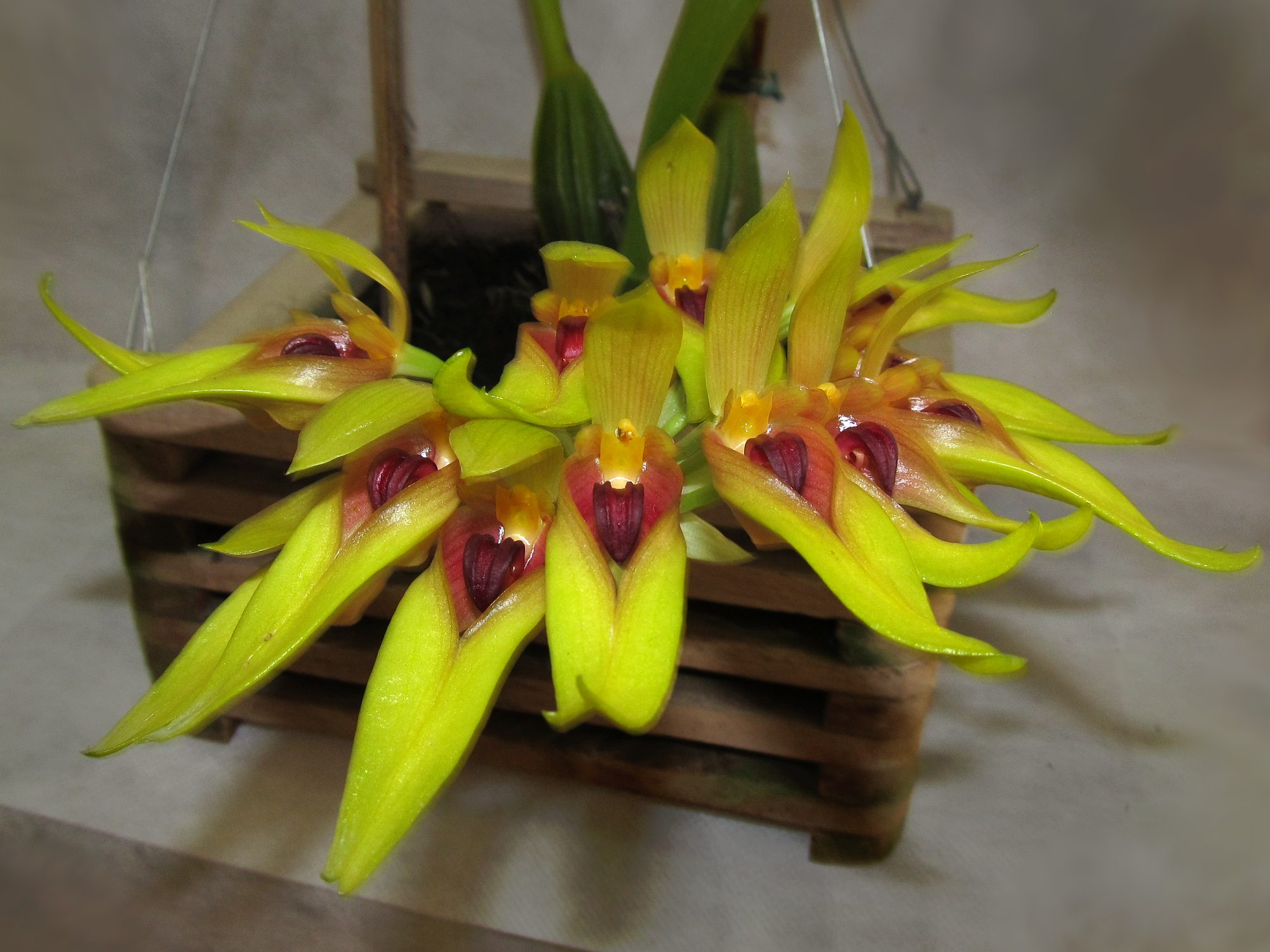